# Burkartshaus
Burkartshaus ist ein Weiler in der Thurgauer Gemeinde Egnach in der Schweiz. Er liegt zwischen den Weilern Brunnenhalden, Stocken, Adlishaus und Burkartsulishaus und umfasst sieben Wohnhäuser.

## Geschichte
Bis ins 16. Jahrhundert wurde Trüttigshaus, wie Burkartshaus bis zur Mitte des 18. Jahrhunderts hiess, als Hof bezeichnet. 1634 zählte er 30 Einwohner, darunter eine Lehensfamilie, Knechte und Mägde. Im 18. Jahrhundert wohnte auch ein Arzt in Burkartshaus.
Noch heute ist Burkartshaus ein landwirtschaftlich geprägter Weiler mit rund 25 Einwohnern.